# Roberto Ezequiel Gómez
Roberto Gómez (Santiago de los Caballeros, República Dominicana; 3 de agosto de 1989 – Santiago de los Caballeros,  8 de diciembre de 2024) fue un beisbolista dominicano que jugó dos temporadas en la MLB en la posición de pitcher para los San Francisco Giants.

## Carrera
Gómez debutó a nivel profesional con la organización de los Tampa Bay Rays en 2010 en el equipo filial DSL Rays. En 2011 jugó para los DSL Rays, GCL Rays y Hudson Valley Renegades. En 2012 jugó para Bowling Green Hot Rods y en 2013 para los Charlotte Stone Crabs. En 2014 Gómez jugó en Charlotte y en los Montgomery Biscuits. El 8 de octubre de 2014 los Rays dejaron libre a Gómez.
El 23 de noviembre de 2016 Gómez firma un contrato de ligas menores con los San Francisco Giants y fue enviado al equipo Sacramento River Cats de Triple–A en la Pacific Coast League. Los Giants lo promovieron al primer equipo el 5 de septiembre de 2017. En ese mismo día debutó en la MLB ante los Colorado Rockies.
Gómez sería liberado por los Giants el 5 de julio de 2018, aunque San Francisco lo volvió a firmar en ligas menores cuatro días después. Jugó en 18 partidos con Sacramento y los Arizona League Giants, donde su efectividad fue de 3.91 ERA con 18 ponches y 2 juegos salvados en 23 entradas lanzadas. Gómez decidió ir por la agencia libre el 2 de noviembre de 2018.
El 26 de noviembre de 2018 Gómez firmó un contrato de ligas menores con los Pittsburgh Pirates. El 19 de febrero de 2019 el contrato de Gómez fue cancelado por problemas con su examen físico. A nivel de béisbol invernal jugó en su natal República Dominicana con las Águilas Cibaeñas.

## Muerte
Gómez murió en un accidente de tráfico en su natal Santiago de los Caballeros el 8 de diciembre de 2024 a los 35 años.